# Lista de filmes com temática LGBT de 1971
Esta é uma lista de filmes que contém personagens e/ou temática lésbica, gay, bissexual, ou transgênera lançados em 1971.
| Título                                     | Diretor                          | País                                | Gênero                   | Elenco | Anotações |
| ------------------------------------------ | -------------------------------- | ----------------------------------- | ------------------------ | --- | --- |
| 4 Mosche Di Velluto Grigio                 | Dario Argento                    | Itália, França                      | Crime, Mistério          | Michael Brandon, Mimsy Farmer. Jean-Pierre Marielle, Francine Racette                                      | trad. Quatro Moscas Sobre Veludo Cinza |
| Al-Moutah Wal Azab                         | Neyazi Mustafa                   | Egito                               | Drama                    | Mokhtar Al Sayed, Safa Abu Al-Saud, Amin Antar, Rawya Ashour                                               | [ 2 ] |
| Les Amis                                   | Gérard Blain                     | França                              | Drama                    | Philippe March, Jean-Claude Dauphin, Nathalie Fontaine, Yann Favre, Dany Roussel, Claude Larcher           | . trad. Os Amigos |
| The Anderson Tapes                         | Sidney Lumet                     | EUA                                 | Comédia, Drama, Policial | Sean Connery, Dyan Cannon, Martin Balsam, Ralph Meeker                                                     | [ 4 ] |
| André, a Cara e a Coragem                  | Xavier de Oliveira               | Brasil                              | Drama                    | Stepan Nercessian, Ângela Valério, Echio Reis, Antonio Patiño                                              | [ 5 ] |
| The Big Doll House                         | Jack Hill                        | EUA, Filipinas                      | Suspense, Ação, Drama    | Judith Brown, Pam Grier, Brooke Mills, Roberta Collins, Pat Woodell, Sid Haig,                             | trad. As Condenadas da Prisão do Inferno Cinco presidiárias planejam uma fuga                                                                                        |
| The Boy Friend                             | Ken Russell                      | EUA, Reino Unido                    | Comédia, Musical         | Twiggy, Christopher Gable, Tommy Tune                                                                      | Baseado na peça musical homônima de Sandy Wilson |
| Caged Men                                  | Ed Forsyth                       | Canadá                              | Exploitation             | Ross Stephenson, Maureen McGill, Jeremy Hart, Edward Blessington, Don MacQuarrie                           | Um assaltante amador é preso e se torna alvo sexual dos outros presos                                                                                                |
| A Casa Assassinada                         | Paulo Cesar Saraceni             | Brasil                              | Drama                    | Norma Bengell, Carlos Kroeber, Nelson Dantas, Leina Krespi, Tetê Medina, Rubens Araújo                     | Baseado no livro Crônica da casa assassinada, de Lúcio Cardoso. |
| Clinic Exclusive                           | Don Chaffey                      | Reino Unido                         | Erótico                  | Georgina Ward, Alexander Davion, Polly Adams, Mike Lewin, Carmen Silvera                                   | [ 8 ] |
| Corrida contra o Destino                   | Richard C. Sarafian              | EUA                                 | Ação, Drama              | Barry Newman, Cleavon Little, Dean Jagger, Victoria Medlin, Karl Swenson, John Amos                        | |
| A Couple of Beauties                       | Francis Searle                   | Reino Unido                         | Curta                    | Bunny Lewis, James Beck, Pat Coombs, Tim Barrett                                                           | Estrela a drag queen Bunny Lewis |
| Doctors' Wives                             | George Schaefer                  | EUA                                 | Drama                    | Richard Crenna, Janice Rule, Gene Hackman, Dyan Cannon, John Colicos, Rachel Roberts                       | A personagem de Roberts tem um caso com outra mulher |
| Dr Jekyll & Sister Hyde                    | Roy Ward Baker                   | Reino Unido                         | Horror                   | Ralph Bates, Martine Beswick, Gerald Sim, Lewis Fiander, Susan Brodrick, Dorothy Alison                    | trad. O Médico & Irmã Monstro Um cientista louco tenta criar o elixir da vida usando hormônios femininos, mas quando ele o toma acaba se transformando em uma mulher |
| Duffer                                     | Joseph Despins, William Dumaresq | Reino Unido                         | Drama                    | William Dumaresq, Kit Gleave, Erna May                                                                     | Um adolescente está dividido entre os charmes de uma prostituta e as atenções brutais de um homem mais velho                                                         |
| Electric Fairy                             | Derek Jarman                     | Reino Unido                         | Curta                    | | [ 12 ] |
| Fortune and Men's Eyes                     | Harvey Hart                      | Canadá, EUA                         | Drama                    | Wendell Burton, Michael Greer, Zooey Hall, Danny Freedman, Larry Perkins, James Barron                     | Roteirizado por John Herbert, baseado em sua peça homônima |
| Le Frisson des Vampires                    | Jean Rollin                      | França                              | Terror                   | Sandra Julien, Jean-Marie Durand, Jacques Robiolles, Michel Delahaye, Marie-Pierre Castel, Kuelan Herce    | [ 14 ] |
| Il gatto a nove code                       | Dario Argento                    | Itália, Alemanha Ocidental, França  | Suspense                 | James Franciscus, Karl Malden, Catherine Spaak                                                             | trad. O gato de nove caudas. |
| Ginger                                     | Don Schain                       | EUA                                 | Exploitation             | Cheri Caffaro, Duane Tucker, Herbert Kerr, Casey Donovan, David Ross, Michele Norris                       | [ 15 ] |
| Girl Stroke Boy                            | Bob Kellett                      | Reino Unido                         | Comédia                  | Joan Greenwood, Michael Hordern, Clive Francis, Peter Straker                                              | Os pais de um jovem ficam chocados quando ele começa a namorar uma pessoa de gênero indeterminado                                                                    |
| Hangyaboly                                 | Zoltán Fábri                     | Hungria                             | Drama                    | Mari Töröcsik, Éva Vass, Éva Pap, Magda Kohut, Margit Makay                                                | Um convento se prepara para a eleição da nova líder |
| L'Homme de désir                           | Dominique Delouche               | França                              | Drama                    | Emmanuelle Riva, Francois Timmerman, Eric Laborey, Patrice Alexsandre                                      | Um escritor casado da uma carona para um jovem envolvido em uma gangue, e os dois desenvolvem uma forte atração homoerótica                                          |
| Ich Liebe Dich, Ich Töte Dich              | Uwe Brandner                     | Alemanha Ocidental                  | Ficção Científica, Drama | Rolf Becker, Hannes Fuchs, Helmut Brasch, Thomas Eckelmann, Nikolaus Dutsch, Marianne Blomquist            | Em um futuro distante, um aldeão se apaixona pelo guardião de uma área de caça exclusiva para os ricos e os dois começam uma revolução                               |
| The Important Thing is Love                | Robert Kitts                     | Reino Unido                         | Documentário             | Esme Langley, Charlotte Wolff, Doreen Cordell                                                              | Mulheres lésbicas falam de suas vidas, experiências, e lutas |
| Je suis une nymphomane                     | Max Pécas                        | França                              | Erótico                  | Sandra Julien, Janine Reynaud, Yves Vincent, Patrick Verde                                                 | Uma jovem cai de uma escada e vira uma ninfomaníaca |
| Johnny Minotaur                            | Charles Henri Ford               | EUA                                 | Experimental, Drama      | Yiannis Koutsis, Nikos Koulizakis, Chuzzer Miles, Shelley Scott, Allen Ginsberg, Salvador Dalí             | Uma explosão lírica de tabus |
| A Journey to Avebury                       | Derek Jarman                     | Reino Unido                         | Curta                    | | [ 23 ] |
| Les lèvres rouges                          | Harry Kümel                      | Bélgica, França, Alemanha Ocidental | Terror                   | Delphine Seyrig, John Karlen, Danielle Ouimet, Andrea Rau, Fons Rademakers                                 | |
| London 1971                                | Phil Munnoch                     | Reino Unido                         | Curta                    | | Mostra uma das primeiras marchas do orgulho de Londres |
| The Love Garden                            | Mark Haggard                     | EUA                                 | Romance, Erótico         | Linda York, Jason Yukon, Barbara Mills                                                                     | [ 25 ] |
| Una Lucertola con la Pelle di Donna        | Lucio Fulci                      | Itália, Espanha, França             | Terror, Suspense         | Florinda Bolkan, Stanley Baker, Jean Sorel, Alberto de Mendoza, Silvia Monti, Mike Kennedy                 | trad. Uma Lagartixa Num Corpo de Mulher |
| Luminous Procuress                         | Steven Arnold                    | EUA                                 | Documentário             | Pandora, Steve Solberg, Ronald Farrell, Doro Franco, Cherel Fitzpatrick, Ruth Weiss, The Cockettes         | [ 26 ] |
| Lust for a Vampire                         | Jimmy Sangster                   | Reino Unido                         | Terror, Romance          | Yutte Stensgaard, Michael Johnson, Ralph Bates, Barbara Jefford, Suzanna Leigh                             | Baseado no livro Carmilla de Sheridan Le Fanu |
| Mais ne nous délivrez pas du mal           | Joël Séria                       | França                              | Terror, Drama            | Jeanne Goupil, Catherine Wagener                                                                           | trad. Mas Não Livrai-nos do Mal Vagamente baseado no caso Parker-Hulme                                                                                               |
| Mangue-Bangue                              | Neville d’Almeida                | Brasil                              | Comédia                  | Paulo Villaça, Maria Gladys, Neville d'Almeida, Daminhão Experiença                                        | Mostra a vida de prostitutas trans, hippies, e vanguardistas vivendo no distrito de meretrício do Rio de Janeiro                                                     |
| Los marcados                               | Alberto Mariscal                 | México                              | Faroeste                 | Javier Ruán, Antonio Aguilar, Flor Silvestre, Eric del Castillo, Carmen Montejo, José Carlos Ruiz          | [ 30 ] |
| Maškarada                                  | Boštjan Hladnik                  | Iugoslávia                          | Drama, Romance           | Igor Galo, Vida Jerman, Miha Baloh, Blanka Jenko, Bojan Setina, Franjo Kumer                               | Dado às suas cenas explicitamente homoeróticas, sua versão completa não foi lançada até 1982                                                                         |
| Morgane et ses nymphes                     | Bruno Gantillon                  | França                              | Erótico, Fantasia        | Dominique Delpierre, Alfred Baillou, Mireille Saunin, Regine Motte, Ursule Pauly, Michèle Perello          | trad. Morgana e as Ninfas Namoradas perdidas na floresta acabam entrando no domínio de uma poderosa feiticeira                                                       |
| Morte a Venezia                            | Luchino Visconti                 | Itália, França                      | Drama                    | Dirk Bogarde, Marisa Berenson, Silvana Mangano, Romolo Valli                                               | Baseado no romance homônimo de Thomas Mann |
| La Noche de Walpurgis                      | León Klimovsky                   | Espanha, Alemanha Ocidental         | Terror                   | Paul Naschy, Gaby Fuchs, Barbara Capell, Andrés Resino, Yelena Samarina, José Marco                        | trad. A Noite de Walpurgis. |
| Pier Paolo Pasolini: A Film Maker’s Life   | Carlo Hayman-Chaffey             | Itália                              | Documentário             | Pier Paolo Pasolini, Ninetto Davoli, Franco Citti, Cesare Zavattini, Alberto Moravia                       | Sobre o diretor Pier Paolo Pasolini |
| Pink Angels                                | Larry G. Brown                   | EUA                                 | Comédia                  | John Alderman, Tom Basham, Robert Biheller, Jackson Bostwick, Karen Bouchard, Dan Haggerty                 | Segue uma gangue de motoqueiros gays |
| Pink Narcissus                             | James Bidgood                    | EUA                                 | Experimental             | Don Brooks, Bobby Kendall, Charles Ludlam                                                                  | . trad. Narciso Rosa |
| La plus longue nuit du diable              | Jean Brismée                     | Bélgica, Itália                     | Horror, Erótico          | Erika Blanc, Jean Servais, Jacques Monseau, Ivana Novak, Lorenzo Terzon, Shirley Corrigan                  | [ 38 ] |
| La primavera de los escorpiones            | Sergio Véjar                     | México                              | Drama                    | Isela Vega, Enrique Álvarez Félix, Carlos Lucio Manzano, Lucy Gallardo, Milton Rodríguez                   | Uma mãe solteira e seu filho adolescente conhecem um casal gay durante as férias                                                                                     |
| Requiem pour un Vampire                    | Jean Rollin                      | França                              | Terror                   | Marie-Pierre Castel, Mireille Dargent, Philippe Gasté, Louise Dhour, Dominique, Paul Bisciglia             | Duas fugitivas se perdem no campo e acabam no castelo de um vampiro                                                                                                  |
| Robert Having His Nipple Pierced           | Sandy Daley                      | EUA                                 | Curta                    | David Croland, Robert Mapplethorpe, Patti Smith                                                            | [ 41 ] |
| Some of My Best Friends Are...             | Mervyn Nelson                    | EUA                                 | Drama                    | Fannie Flagg, Rue McClanahan, Candy Darling, David Drew, Tom Bade, Jim Enzel                               | trad. Alguns dos Meus Melhores Amigos São... |
| Sometimes Aunt Martha Does Dreadful Things | Thomas Casey                     | EUA                                 | Comédia, Drama           | Wayne Crawford, Abe Zwick, Don Craig, Robin Hughes, Yanka Mann, Marty Cordova                              | Dois fugitivos gays se tornam colegas de quarto quando um se disfarça da tia do outro para escapar da polícia                                                        |
| Sub Rosa Rising                            | Jerry Abrams                     | EUA                                 | Documentário             | Johnny Calkins, Mary Smith, Allen Jones                                                                    | Examina a atividade sexual de São Francisco |
| Sunday Bloody Sunday                       | John Schlesinger                 | Reino Unido                         | Drama                    | Peter Finch, Glenda Jackson, Murray Head, Peggy Ashcroft, Tony Britton, Bessie Love                        | |
| Thank You Mask Man                         | Lenny Bruce, John Magnuson       | EUA                                 | Curta, Animação          | Lenny Bruce                                                                                                | Mostra como o Cavaleiro Solitário ficou com o Tonto |
| Threads of Man                             | Dick Fontaine                    | EUA                                 | Curta, Drama, Erótico    | Stephen Lester, Gerald Strickland, Jerome Scott, Ann Noble, Eric Penn, Scot Arden                          | Um alfaiate idoso relembra sua juventude |
| Tricia's Wedding                           | Milton Miron                     | EUA                                 | Curta, Comédia           | Goldie Glitters, Steven Arnold, Frank Bourquin, Bobby Cameron, Pristine Condition, Dusty Dawn              | Uma paródia do casamento da filha do Presidente Nixon, Tricia, onde Eartha Kitt coloca LSD no ponche                                                                 |
| Twins of Evil                              | John Hough                       | Reino Unido                         | Terror                   | Peter Cushing, Dennis Price, Mary Collinson, Madeleine Collinson, Damien Thomas                            | Baseado no livro Carmilla de Sheridan Le Fanu |
| Twisted Sex                                | Sadao Nakajima                   | Japão                               | Documentário             | Oniroku Dan                                                                                                | Um exame do sexo no Japão, incluindo a vida gay, travestis, mudança de sexo, tatuagens, e BDSM                                                                       |
| Up Pompeii                                 | Bob Kellett                      | Reino Unido                         | Comédia, Histórico       | Frankie Howerd, Michael Hordern, Barbara Murray, Patrick Cargill, Lance Percival, Julie Ege                | [ 48 ] |
| Vampyros Lesbos                            | Jesús Franco                     | Espanha, Alemanha Ocidental         | Terror, Erótico          | Soledad Miranda, Ewa Strömberg, Andrés Monales, Dennis Price, Paul Müller                                  | Uma vampira lésbica seduz e drena outras mulheres para se saciar |
| Vanished                                   | Buzz Kulik                       | EUA                                 | Crime                    | Richard Widmark, Skye Aubrey, Tom Bosley, James Farentino, Larry Hagman, Murray Hamilton                   | Um conselheiro presidencial chantageado por ser homossexual desaparece                                                                                               |
| The Velvet Vampire                         | Stephanie Rothman                | EUA                                 | Terror, Erótico          | Michael Blodgett, Sherry Miles, Celeste Yarnall, Gene Shane, Jerry Daniels, Sandy Ward                     | Um casal é suduzido por uma vampira em sua mansão remota |
| Uma Verdadeira História de Amor            | Fauzi Mansur                     | Brasil                              | Drama                    | Francisco Di Franco, Vera Lúcia, Marlene França, Sérgio Hingst, Márcia Maria, Roberto Bolant, Jofre Soares | |
| Villain                                    | Michael Tuchner                  | Reino Unido                         | Suspense                 | Richard Burton, Ian McShane, Nigel Davenport, Fiona Lewis, Joss Ackland, T. P. McKenna                     | trad. Vilão Baseado no romance The Burden of Proof de James Barlow                                                                                                   |
| Wake in Fright                             | Ted Kotcheff                     | Austrália                           | Suspense                 | Donald Pleasence, Gary Bond, Chips Rafferty, Sylvia Kay                                                    | Um jovem professor é levado à loucura depois de ser abandonado no Outback                                                                                            |
| Whity                                      | Rainer Werner Fassbinder         | Alemanha Ocidental                  | Faroeste, Drama          | Günther Kaufmann, Ulli Lommel, Harry Baer, Hanna Schygulla, Ron Randell, Helga Ballhaus                    | [ 53 ] |
| Warnung vor einer heiligen Nutte           | Rainer Werner Fassbinder         | Alemanha Ocidental, Itália          | Drama, Comédia           | Lou Castel, Eddie Constantine, Marquard Bohm, Hanna Schygulla, Rainer Werner Fassbinder                    | trad. Precauções Diante de uma Prostituta Santa A tensão aumenta entre um elenco enquanto eles aguardam a chegada do diretor e a estrela do filme                    |
| Women in Revolt                            | Paul Morrisey                    | EUA                                 | Comédia, Drama           | Candy Darling, Jackie Curtis, Holly Woodlawn, Jonathan Kramer, Michael Sklar, Maurice Braddell             | Produzido por Andy Warhol |